# 王家街道 (锦州市)
王家街道，是中华人民共和国辽宁省锦州市太和区下辖的一个乡镇级行政单位。

## 行政区划
王家街道下辖以下地区：
临海社区、临港社区、上朱口社区、梁家屯村、崔庄子村、孙家湾村、白台子村、王家村和三角山村。